# ديفيد هيلر
ديفيد هيلر (بالإنجليزية: David Hiller) هو ناشر ومحامي أمريكي، ولد في 12 يونيو 1953.

## وصلات خارجية
- ديفيد هيلر على موقع إن إن دي بي (الإنجليزية)